# Wohldorfer Wald
El Wohldorfer Wald o bosc de Wohldorf és un bosc de 364 ha del qual 136 ha formen una reserva natural d'Hamburg a Alemanya. El bosc es troba al nord d'Hamburg, a Wohldorf-Ohlstedt, a la vora oriental que toca la reserva del Duvenstedter Brook.

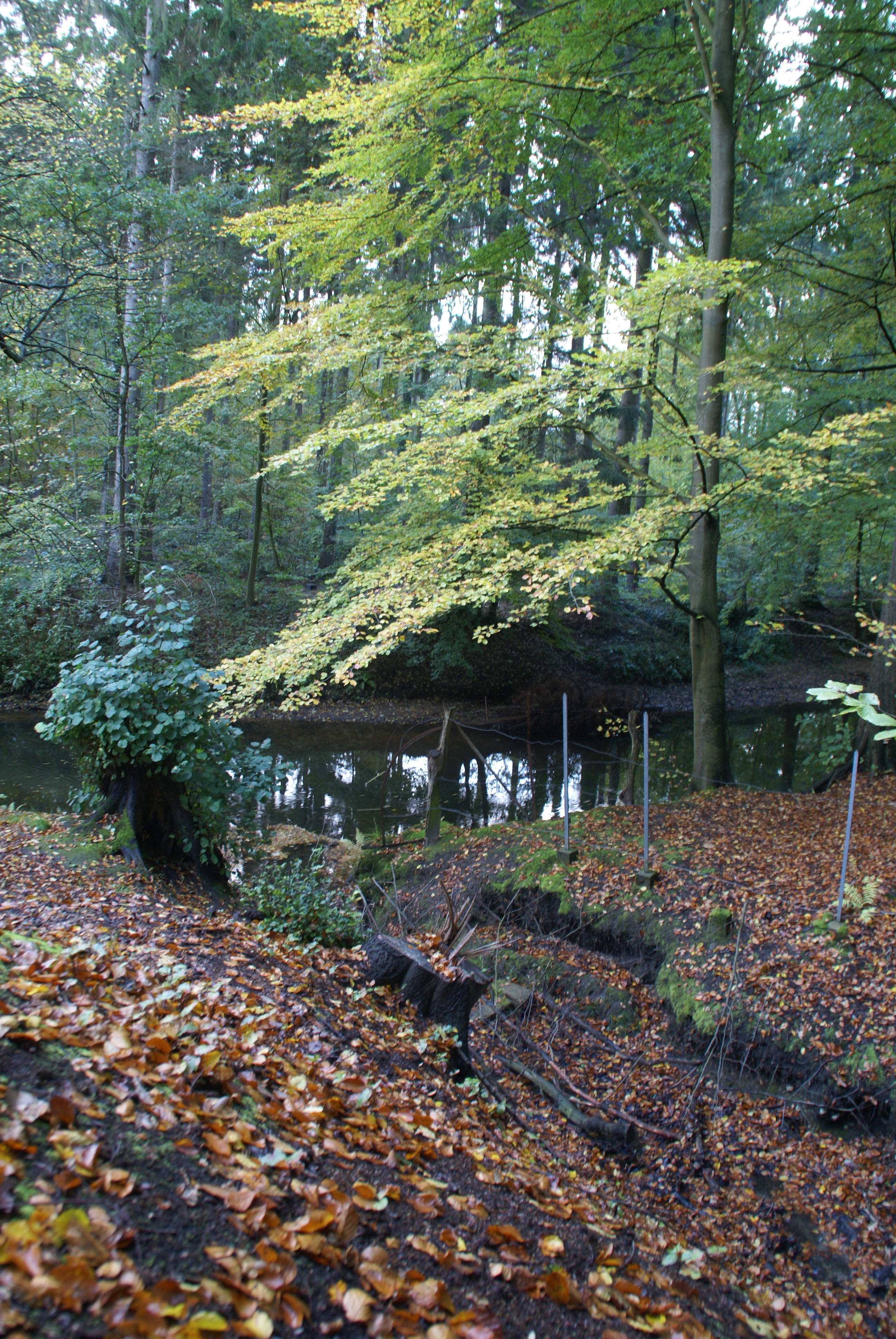
Bosc mixt en una depressió

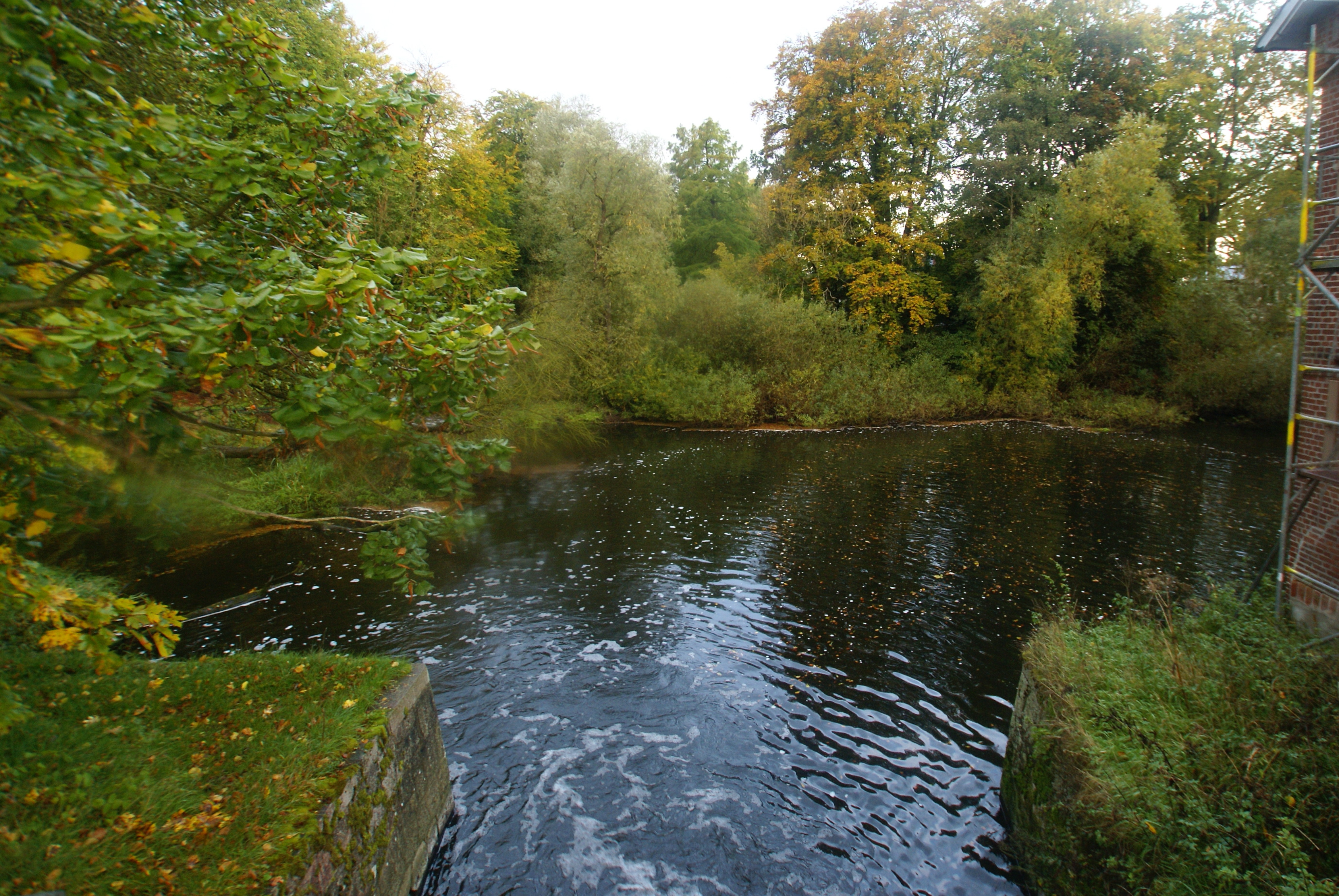
Bosc de ribera a l'Ammersbek a la frontera nord de la reserva

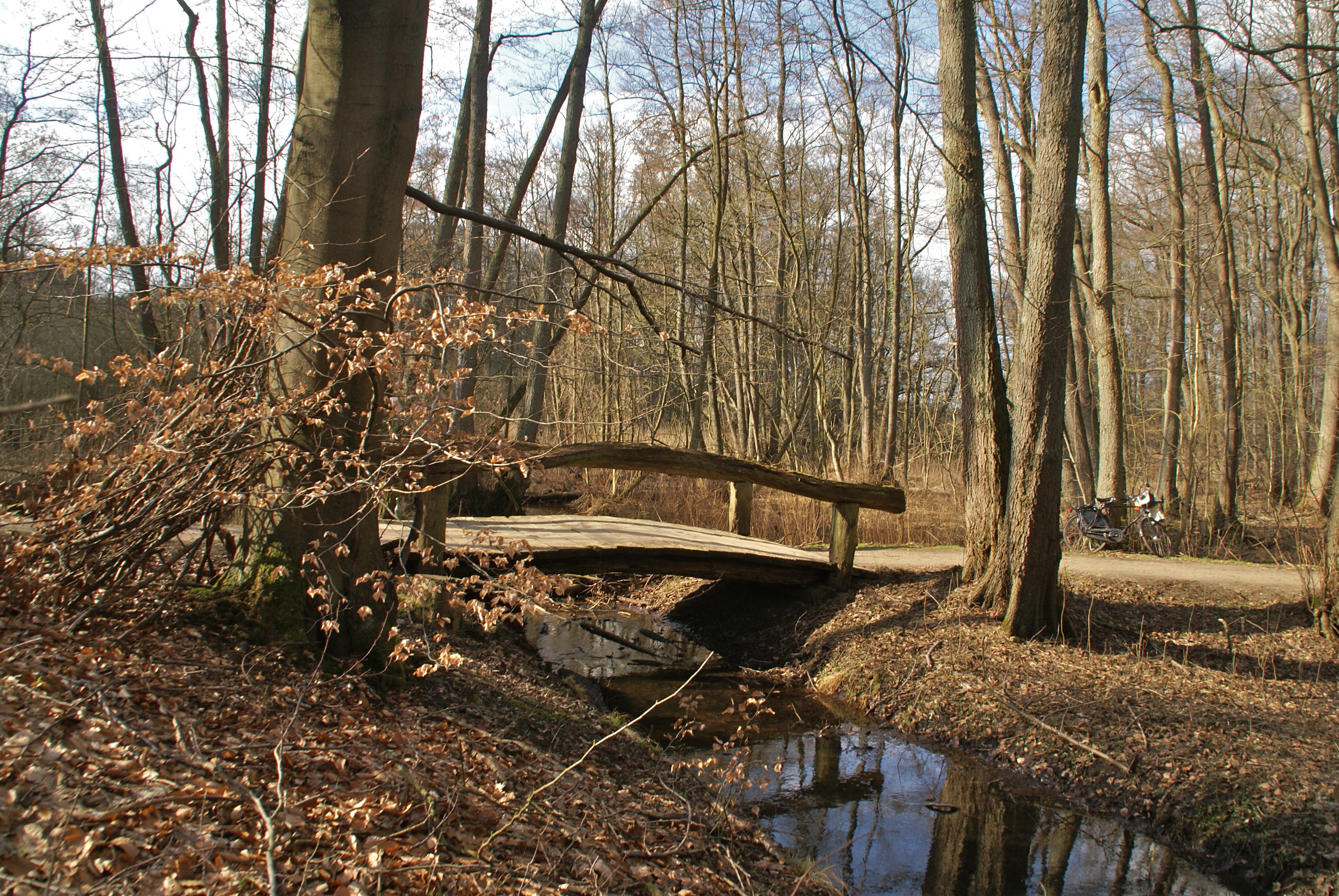
Pont de fusta al Krempenheger Graben

El parc està emparat legalment per un Pla especial de protecció del medi físic i el paisatge, aprovat el 9 de desembre de 1980. La ciutat estat d'Hamburg va comprar el bosc el 1437 i ja el 1770 va decretar-lo zona de descans. Junt amb les parcs naturals limítrofs del Duvenstedter Brook, Ammersbek-Hunnau al municipi d'Ammersbek i Klein-Hansdorfer Brook al municipi de Jersbek, forma un conjunt natural del més importants d'Alemanya.
Flora
El bosc es compon de 27% de fajos, 18% roures i 11% d'altres latifolis nobles i 31% de coníferes. Uns roures i fajos tenen més de 200 anys. Al bosc mixt es troba l'reina dels boscos, sanícula, prímula elatior i orquídies. A les depressions es troben boscs de salzes i verns, roures i freixes. A prop de l'Ammersbek es troba un típic bosc de ribera.
Fauna
Els fajos bicentenaris alberguen xixelles, gamarussos, vespes xanes i diversos microquiròpters. Els arbres morts tenen un paper important en l'ecosistema per als animals. S'hi troben diversos pícids, becades, ducs, falcons mostatxuts, blauets, corbs, triturus i llúdries.
Hidrografia
- Ammersbek
- Krempenheger Graben
- Drosselbek